# NGC 1420
NGC 1420 est constitué de trois étoiles situées dans la constellation de l'Éridan. L'astronome prussien Heinrich d'Arrest a enregistré la position de ces étoiles le 28 octobre 1865.